# Лесковац (Призрен)
Лесковац (алб. Leskovec) је насељено место у општини Призрен, на Косову и Метохији. Према попису становништва из 2011. у насељу је живело 134 становника.

## Становништво
Према попису из 2011. године, Лесковац има следећи етнички састав становништва:
| Националност | 2011.        |
| Албанци      | 133 (99,25%) |
| недоступно   | 1 (0,75%)    |
| Укупно       | 134          |

| Демографија | Демографија | Демографија |
| Година      | Становника  | Становника  |
| ----------- | ----------- | ----------- |
| 1948.       | 437         |             |
| 1953.       | 465         |             |
| 1961.       | 518         |             |
| 1971.       | 628         |             |
| 1981.       | 609         |             |
| 1991.       | 575         |             |
| 2011.       | 134         |             |